# Тюленев, Дмитрий Ильич
Дмитрий Ильич Тюленев (1881 — 27 августа 1918) — первый председатель Кисловодского Совета рабочих, крестьянских и солдатских депутатов, расстрелян казаками 27 августа 1918 года. Почётный гражданин города Кисловодска (1967).

## Биография
Дмитрий Тюленев родился в 1881 году в городе Карачеве Орловской губернии. С семнадцатилетнего возраста вступил на путь революционной борьбы. Затем перебрался в Екатеринослав, где стал работать с И. В. Бабушкиным и Г. И. Петровским, стал возглавлять заводскую дружину. Полиция и жандармерия стала преследовать Д. И. Тюленева, который был вынужден уехать в Донбасс. Летом 1915 года он был арестован и сослан на север, откуда совершил побег на Кавказ. В 1915 году оказался в Кисловодске, где трудоустроился и работал на городской электростанции. В революционные годы был избран членом городской Думы, затем, в марте 1918 года, был избран первым председателем Кисловодского Совета рабочих, крестьянских и солдатских депутатов.
27 августа 1918 года, возвращаясь из Владикавказа, где участвовал в ΙV областном съезде Советов, Дмитрий Тюленев был схвачен казаками в станице Змейской и расстрелян.
По решению городского исполкома Кисловодска 21 октября 1967 года за заслуги в деле упрочения советской власти в городе Кисловодске Дмитрию Ильичу Тюленеву было присвоено звание "Почетный гражданин города-курорта Кисловодска". 

## Памятник Тюленеву
В 1957 году Д. И. Тюленеву в городе Кисловодске был установлен памятник работы скульптура X. Б. Крымшамхалова и архитектора Д. П. Фомина.  На постаменте укреплена мемориальная доска с надписью: "Дмитрий Ильич Тюленев, член РСДРП с 1904 г., рабочий кисловодской электростанции, первый председатель Кисловодского Совета рабочих, крестьянских и солдатских депутатов. 27 августа 1918 года расстрелян белогвардейцами в станице Змейской".
Рядом с памятником в городе Кисловодске разбит сквер имени Дмитрия Тюленева, который был благоустроен в 2019 году. 